# Dolná Seč
Dolná Seč (v minulosti známá i jako Dolná Seča, či Veľká Seča; v maďarštině Alsószecse) je obec na Slovensku v okrese Levice. V roce 2021 zde žilo 558 obyvatel.

## Poloha
Obec se nachází na východě rozsáhlé Podunajské nížiny, na levém břehu dolního toku řeky Hron. Centrum obce leží v nadmořské výšce 155 m n. m. a je vzdálené sedm kilometrů od okresního města Levice.
Sousedními obcemi jsou Horná Seč na severu, Levice na severovýchodě a východě, Vyšné nad Hronom na jihovýchodě, Tekovský Hrádok na jihu a západě a Kalná nad Hronom na severozápadě.

## Historie
Dolná Seč byla v pramenech poprvé písemně zmíněna v roce 1310, pod názvem Zedche a byla majetkem místní šlechty, v roce 1534 připadla pod správu hradu Levic. V roce 1601 stálo v obci 52 domů, v roce 1720 zde žilo 20 obyvatel (daňových poplatníků), v roce 1828 se zde nacházelo 77 domů a 514 obyvatel, kteří se živili zejména zemědělstvím. V 18. století založil rod Esterházyů v obci hřebčín.
Do roku 1918 patřila obec, která se nacházela v Tekovské župě, k Uhersku, následně připadla Československu. V roce 1921 zde žilo 552 obyvatel, z toho 17 Čechoslováků, 527 Maďarů a 4 Židé. Na základě první vídeňské arbitráže byla obec v letech 1938–1945 součástí Maďarského království. Po roce 1947 bylo většině maďarských obyvatel nařízeno vystěhování a byli nahrazeni etnickými slovenskými Maďary.[ujasnit][zdroj?]

## Obyvatelstvo

### Národnostní složení
Údaje: Sčítání lidu, domů a bytů v roce 2011
| \| Národnostní složení - Dolná Seč (2011)[4] \| Národnostní složení - Dolná Seč (2011)[4] \| Národnostní složení - Dolná Seč (2011)[4] \| Národnostní složení - Dolná Seč (2011)[4] \| Národnostní složení - Dolná Seč (2011)[4] \| \| ----------------------------------------- \| ----------------------------------------- \| ----------------------------------------- \| ----------------------------------------- \| ----------------------------------------- \| \| \| \| \| \| \| \| Slováci \| Slováci \| \| 87,77 % \| 87,77 % \| \| Maďaři \| Maďaři \| \| 9,11 % \| 9,11 % \| \| nezjištěno, ostatní \| nezjištěno, ostatní \| \| 3,12 % \| 3,12 % \| |                     |  |         |         |
| Národnostní složení - Dolná Seč (2011) |                     |  |         |         |
| |                     |  |         |         |
| Slováci | Slováci             |  | 87,77 % | 87,77 % |
| Maďaři | Maďaři              |  | 9,11 %  | 9,11 %  |
| nezjištěno, ostatní | nezjištěno, ostatní |  | 3,12 %  | 3,12 %  |

### Jazykové složení

#### Mateřský jazyk
Údaje: Sčítání lidu, domů a bytů v roce 2011
Mateřským jazykem se rozumí jazykterým obyvatelé mluvili s rodiči.
| \| Mateřský jazyk – Dolná Seč (2011)[4] \| Mateřský jazyk – Dolná Seč (2011)[4] \| Mateřský jazyk – Dolná Seč (2011)[4] \| Mateřský jazyk – Dolná Seč (2011)[4] \| Mateřský jazyk – Dolná Seč (2011)[4] \| \| ------------------------------------ \| ------------------------------------ \| ------------------------------------ \| ------------------------------------ \| ------------------------------------ \| \| \| \| \| \| \| \| Slovenština \| Slovenština \| \| 81,53 % \| 81,53 % \| \| Maďarština \| Maďarština \| \| 11,75 % \| 11,75 % \| \| Romština \| Romština \| \| 3,84 % \| 3,84 % \| \| nezjištěno, ostatní \| nezjištěno, ostatní \| \| 2,88 % \| 2,88 % \| |                     |  |         |         |
| Mateřský jazyk – Dolná Seč (2011) |                     |  |         |         |
| |                     |  |         |         |
| Slovenština | Slovenština         |  | 81,53 % | 81,53 % |
| Maďarština | Maďarština          |  | 11,75 % | 11,75 % |
| Romština | Romština            |  | 3,84 %  | 3,84 %  |
| nezjištěno, ostatní | nezjištěno, ostatní |  | 2,88 %  | 2,88 %  |

#### Úřední jazyk
Údaje: Sčítání lidu, domů a bytů v roce 2011
Úřední jazyk je jazyk, který obyvatel v době sčítání nejčastěji používal v zaměstnání nebo škole, bez ohledu na to, zda pracoval nebo studoval v SR nebo v zahraničí.
| \| Úřední jazyk – Dolná Seč (2011)[4] \| Úřední jazyk – Dolná Seč (2011)[4] \| Úřední jazyk – Dolná Seč (2011)[4] \| Úřední jazyk – Dolná Seč (2011)[4] \| Úřední jazyk – Dolná Seč (2011)[4] \| \| ---------------------------------- \| ---------------------------------- \| ---------------------------------- \| ---------------------------------- \| ---------------------------------- \| \| \| \| \| \| \| \| Slovenština \| Slovenština \| \| 82,21 % \| 82,21 % \| \| nezjištěno, ostatní \| nezjištěno, ostatní \| \| 11,55 % \| 11,55 % \| \| Maďarština \| Maďarština \| \| 6,24 % \| 6,24 % \| |                     |  |         |         |
| Úřední jazyk – Dolná Seč (2011) |                     |  |         |         |
| |                     |  |         |         |
| Slovenština | Slovenština         |  | 82,21 % | 82,21 % |
| nezjištěno, ostatní | nezjištěno, ostatní |  | 11,55 % | 11,55 % |
| Maďarština | Maďarština          |  | 6,24 %  | 6,24 %  |

#### Jazyk vdomácnosti
Údaje: Sčítání lidu, domů a bytů v roce 2011
Jazyk v domácnosti je jazyk, který obyvatel v době sčítání nejčastěji používal v domácnosti.
| \| Jazyk v domácnosti - Dolná Seč (2011)[4] \| Jazyk v domácnosti - Dolná Seč (2011)[4] \| Jazyk v domácnosti - Dolná Seč (2011)[4] \| Jazyk v domácnosti - Dolná Seč (2011)[4] \| Jazyk v domácnosti - Dolná Seč (2011)[4] \| \| ---------------------------------------- \| ---------------------------------------- \| ---------------------------------------- \| ---------------------------------------- \| ---------------------------------------- \| \| \| \| \| \| \| \| Slovenčina \| Slovenčina \| \| 78,18 % \| 78,18 % \| \| Maďarština \| Maďarština \| \| 11,75 % \| 11,75 % \| \| nezjištěno, ostatní \| nezjištěno, ostatní \| \| 5,99 % \| 5,99 % \| \| Romština \| Romština \| \| 4,08 % \| 4,08 % \| |                     |  |         |         |
| Jazyk v domácnosti - Dolná Seč (2011) |                     |  |         |         |
| |                     |  |         |         |
| Slovenčina | Slovenčina          |  | 78,18 % | 78,18 % |
| Maďarština | Maďarština          |  | 11,75 % | 11,75 % |
| nezjištěno, ostatní | nezjištěno, ostatní |  | 5,99 %  | 5,99 %  |
| Romština | Romština            |  | 4,08 %  | 4,08 %  |

### Náboženské složení
Údaje: Sčítání lidu, domů a bytů v roce 2011
| \| Náboženské složení - Dolná Seč (2011)[4] \| Náboženské složení - Dolná Seč (2011)[4] \| Náboženské složení - Dolná Seč (2011)[4] \| Náboženské složení - Dolná Seč (2011)[4] \| Náboženské složení - Dolná Seč (2011)[4] \| \| ---------------------------------------- \| ---------------------------------------- \| ---------------------------------------- \| ---------------------------------------- \| ---------------------------------------- \| \| \| \| \| \| \| \| Římští katolíci \| Římští katolíci \| \| 34,29 % \| 34,29 % \| \| Luteráni \| Luteráni \| \| 21,58 % \| 21,58 % \| \| bez vyznání \| bez vyznání \| \| 19,42 % \| 19,42 % \| \| Církev bratrská \| Církev bratrská \| \| 9,35 % \| 9,35 % \| \| nezjištěno, ostatní \| nezjištěno, ostatní \| \| 7,44 % \| 7,44 % \| \| Kalvínisté \| Kalvínisté \| \| 4,08 % \| 4,08 % \| \| Svědci Jehovovi \| Svědci Jehovovi \| \| 3,84 % \| 3,84 % \| |                     |  |         |         |
| Náboženské složení - Dolná Seč (2011) |                     |  |         |         |
| |                     |  |         |         |
| Římští katolíci | Římští katolíci     |  | 34,29 % | 34,29 % |
| Luteráni | Luteráni            |  | 21,58 % | 21,58 % |
| bez vyznání | bez vyznání         |  | 19,42 % | 19,42 % |
| Církev bratrská | Církev bratrská     |  | 9,35 %  | 9,35 %  |
| nezjištěno, ostatní | nezjištěno, ostatní |  | 7,44 %  | 7,44 %  |
| Kalvínisté | Kalvínisté          |  | 4,08 %  | 4,08 %  |
| Svědci Jehovovi | Svědci Jehovovi     |  | 3,84 %  | 3,84 %  |

## Památky
- Reformovaný (kalvinistický) toleranční kostel v klasicistním stylu z roku 1784, v roce 1802 byl doplněn o věž[5]. Zařízení kostela pochází z 19. století, okna mají segmentovaná křídla s klenbou. Přistavěná postbarokní věž 1802 je rozdělená pilastry, zakončené korunní římsou s terčem s hodinami a zvonkovitou přilbou s pozdější. V kostele je zvon z roku 1839.

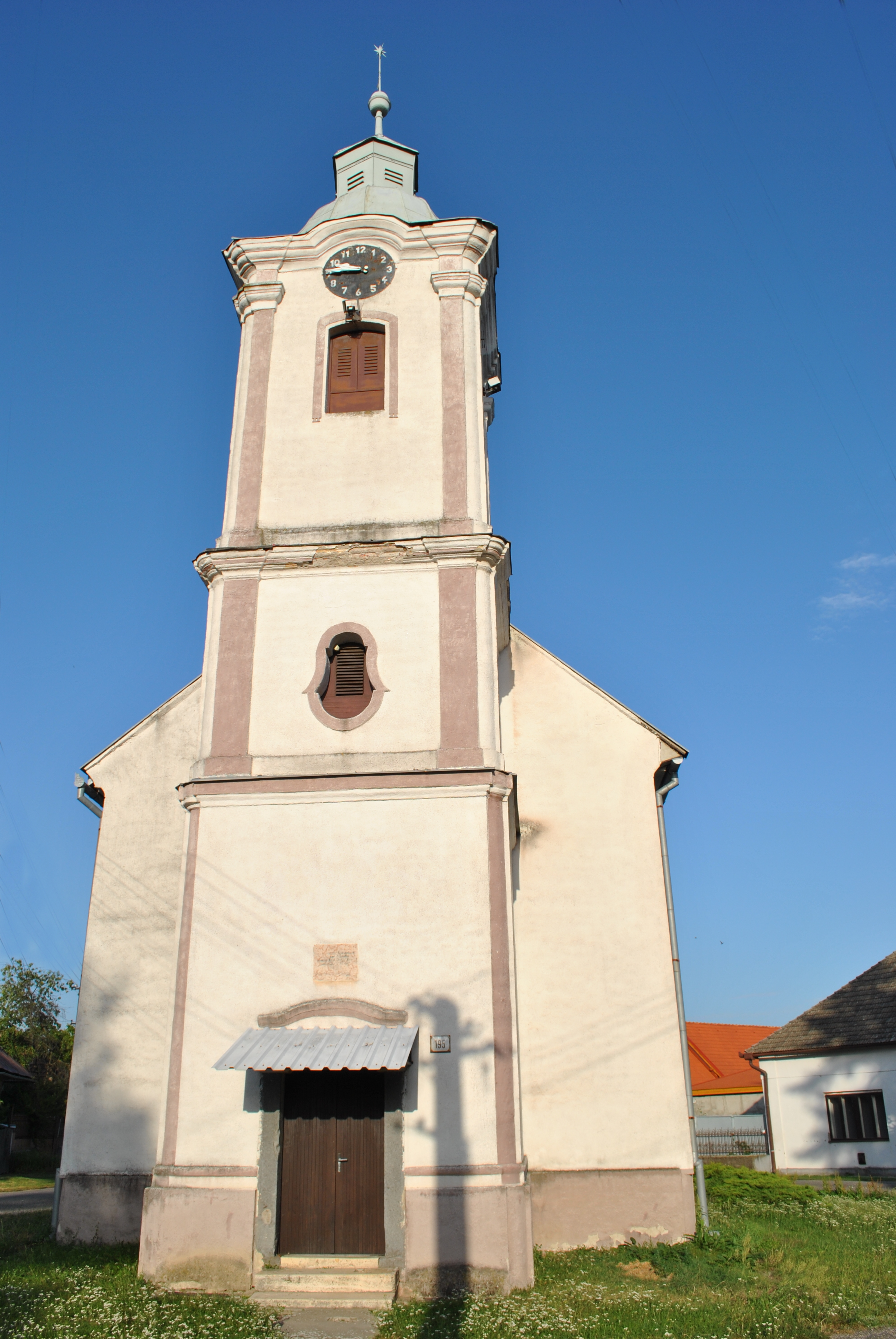
Kostel z předního pohledu
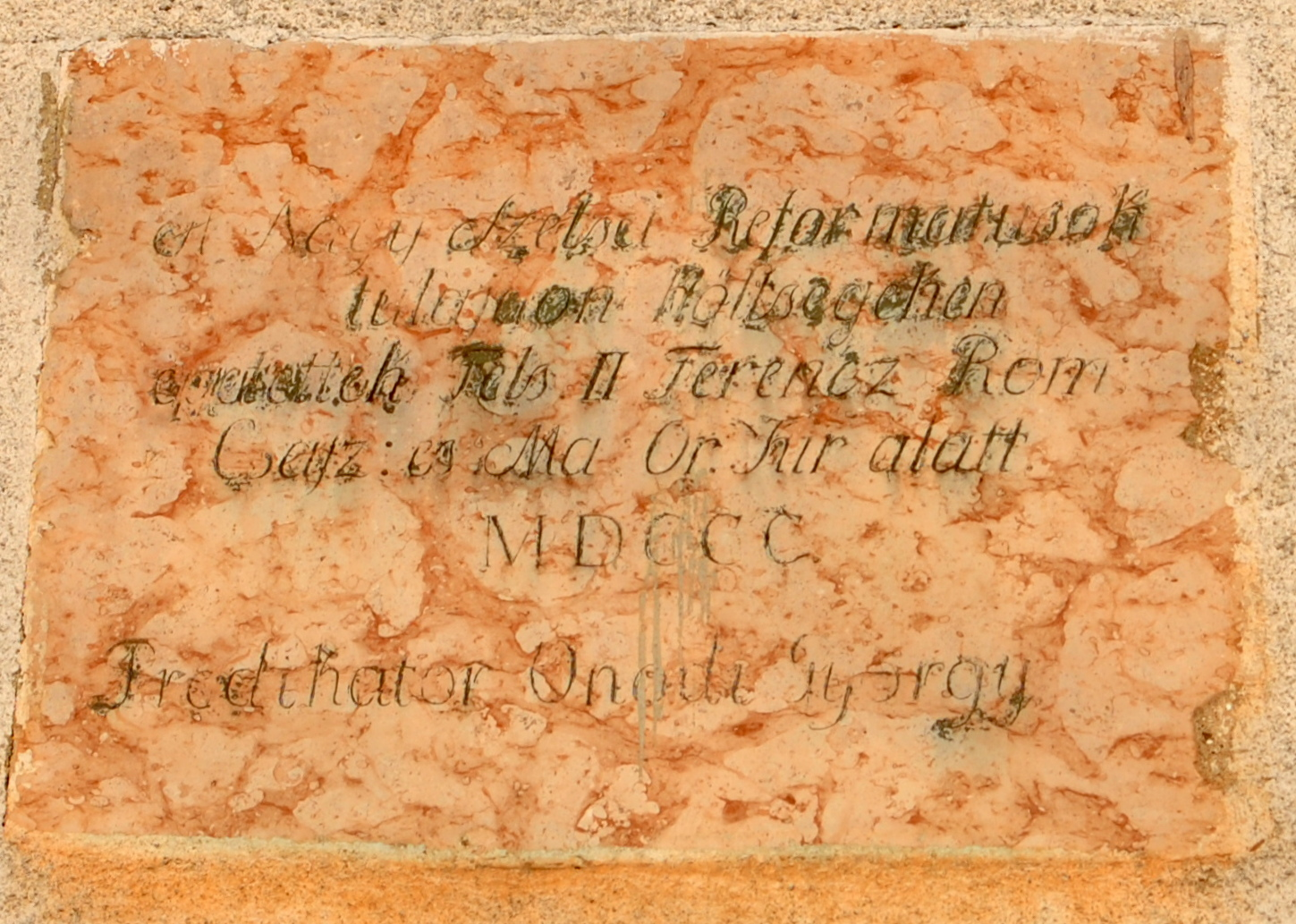
Pamětní deska před vstupem do kostela